# 파젤 란카라니

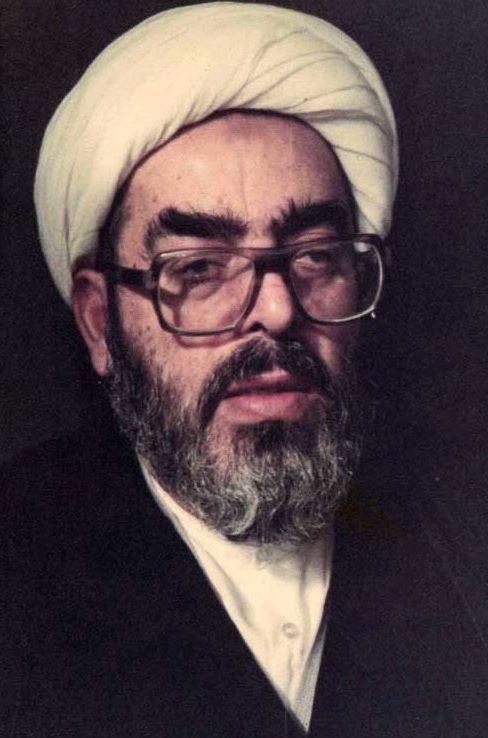

대아야톨라 무함마드 파젤 란카라니(페르시아어: محمد فاضل لنکرانی, 영어: Mohammad Fazel Lankarani, 1931년 ~ 2007년 6월 16일)는 아야톨라 파젤 란카라니의 아들로서 대 아야톨라였다. 아제리 출신이다.
그는 이슬람 율법에 관련해서는 가장 대표적인 전문가로 손꼽히며 시아파에서 인정받는 학자였다. 그는 여러 율법을 가르치면서 25년 동안 학생들을 가르쳤다. 순나와 꾸란에 대한 판단과 출처에 대해 공부하며 이에 대한 독자적인 연구권을 25세 때 인정받았다.
그는 아야톨라 호메이니의 강력한 지지자로서 이란 입헌 혁명 이전에도 여러 번 투옥됐다.
입헌혁명 후 그는 종교 학자들의 집합체인 "Assembly of Experts"의 초대 회원으로 활동했다.
그의 율법 해석은 다국어로 번역돼 아랍어를 비롯해 영어, 페르시아어, 터키어, 우르두어와 여러 언어로 볼 수 있다.
그는 사탄의 메시지가 담긴 것에 대해서는 모든 이를 막론하고 처단할 것을 주장했으며 1998년 이란 정부에게 아프가니스탄의 시아파 신도 보호를 위해 모든 조치를 취하라고 촉구해 탈리반 세력의 압력에 시달려야 했다.
2006년 11월 그는 이슬람교 비판의 죄목으로 고발 당해 죽은 라피크 타기라는 작가의 파트와(재판 판결 해석문)을 발행했다. 그의 작품은 최근 테헤란의 아제르바이잔 대사관에 있었던 사건에 대해 쓴 것으로 이란과 이슬람 율법에 따르면 이는 권력기관에 분명 저촉되는 사안이다.
그는 또한 여성이 남자 축구 선수들의 경기를 볼 수 없다고 믿었다.
그는 그의 고향인 콤을 떠나 치료를 위해 테헤란으로 떠났으나 치료 결과가 좋지 못해 질병 악화로 2007년 7월 16일 세상을 떠났다.